# Freycinetia wilderi
Freycinetia wilderi är en enhjärtbladig växtart som beskrevs av Ugolino Martelli och Gerrit Parmile Wilder. Freycinetia wilderi ingår i släktet Freycinetia och familjen Pandanaceae. Inga underarter finns listade.